# Bruzdogłowiec gowkongijski
Bruzdogłowiec gowkongijski (łac.: Bothriocephalus acheilognathi) – pasożytniczy tasiemiec ryb z rodziny karpiowatych z rodzaju płazińców. W postaci dojrzałej pasożytuje w przewodzie pokarmowym wielu gatunków ryb słodkowodnych. W Polsce gatunek inwazyjny, po raz pierwszy zaobserwowany w roku 1973. Szczególnie atakuje takie gatunki ryb jak karp, karaś srebrzysty, amur biały, amur czarny, tołpyga biała i tołpyga pstra. Pasożyt ten wywołuje schorzenie ryb zwane botriocefalozą.

## Morfologia
Ciało koloru kremowobiałego, zbudowane z główki (skoleksu) o kształcie sercowatym, z dwiema symetrycznie położonymi bruzdami przyssawkowymi i z dużej liczby członów (proglotydów), Zewnętrzna segmentacja ciała jest bardzo wyraźna. Samce i samice nie różnią się wyglądem. 